# Alfons Wilding

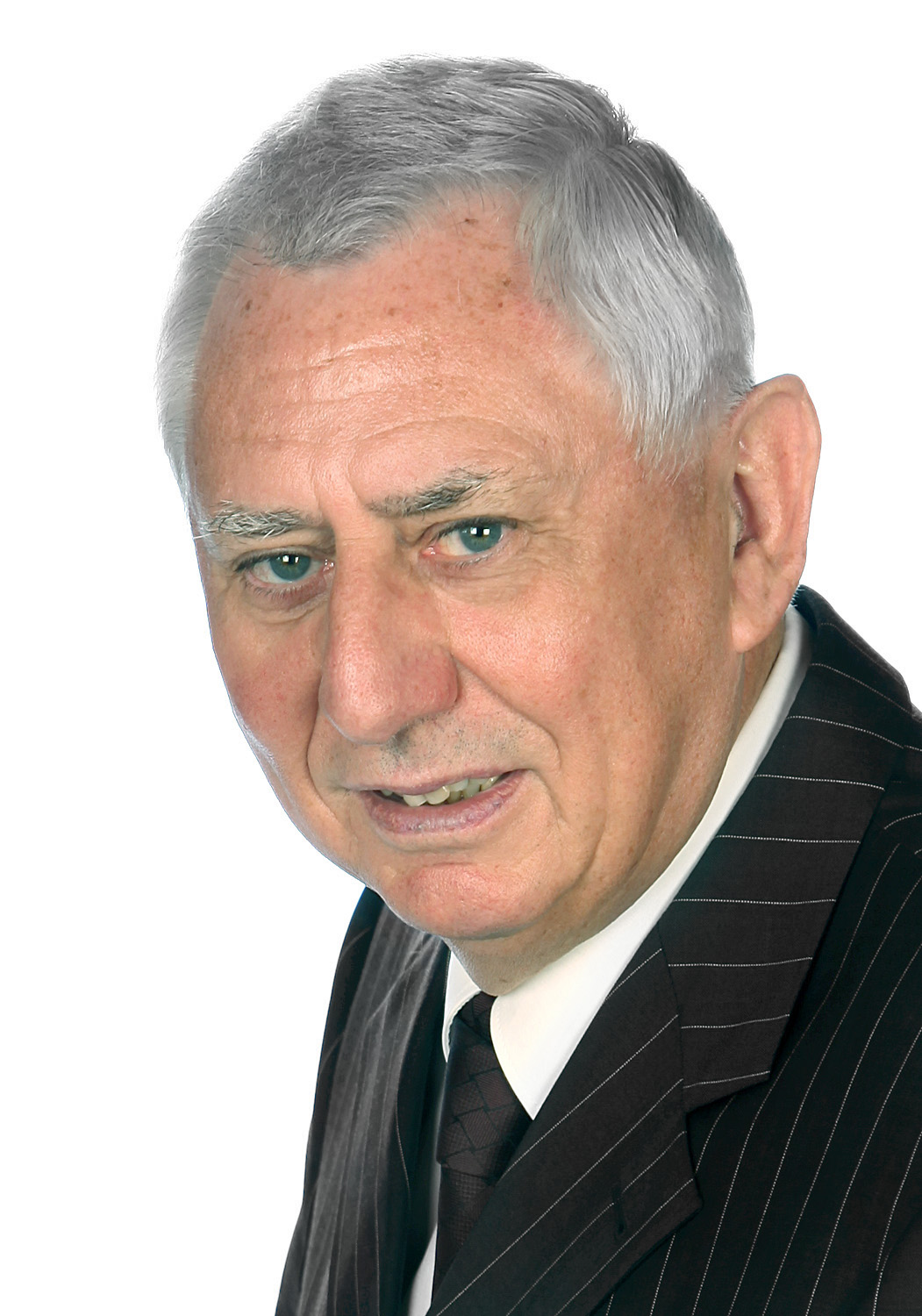
Alfons Wilding (2016)

Alfons Wilding (* 21. Februar 1944 in Halle (Saale)) ist ein deutscher Bürgerrechtler und Autor.

## Ausbildung und Emigration
Wilding wuchs als Sohn eines Pfarrers auf, schloss eine Ausbildung zum Pfleger ab und studierte an der Martin-Luther-Universität Halle-Wittenberg Humanmedizin. Schon früh entwickelte er eine kritische Haltung gegenüber der DDR und versucht Mitte der 1970er Jahre zweimal in die Bundesrepublik Deutschland zu flüchten. Er wurde wegen Republikflucht nach den Paragraphen 100 und 213 des Strafgesetzbuches der DDR verurteilt und kam in strenge Isolationshaft in den Roten Ochsen.
Es folgten Stasi-Handlungen der Repression und Zersetzung im Sinne des vorsätzlichen Psychoterrors. Während der anschließenden 16 Monate im Zuchthaus Cottbus wurde er zur Zwangsarbeit für einen bedeutenden Dresdener Fotokamerahersteller (VEB Pentacon Dresden) gezwungen. Nach Aberkennung der DDR-Staatsbürgerschaft durch den Minister der Staatssicherheit Erich Mielke wurde er im Oktober 1976 von der Bundesrepublik Deutschland freigekauft.

## Gesellschaftliches Wirken
1983 übertrug ihm das Justizministerium von Rheinland-Pfalz für mehrere Jahre die ärztliche Leitung der JVA Diez.
Mit Angehörigen berichtete er in der TV-Dokumentation Wir waren böse über die erlebte Zeit in Unfreiheit. Im Zeitraum von 2001 bis 2003 wurde der Film mehrfach ausgestrahlt. Im Jahre 2006 erfolgte in der „Gedenkstätte Roter Ochse“ in Halle an der Saale ein öffentlicher Vortrag. 2015 verfasste der Autor unter dem Titel Die Welt des MERKUR 3 neben einem umfangreichen persönlichen Haftbericht auch eine gesellschaftspolitische und weltanschauliche Analyse des DDR-Systems und nahm zur kirchlichen Opposition in der DDR Stellung.
2016 interviewte ihn der Filmregisseur Heiner Sylvester zum Thema Haft-Zwangsarbeit im Auftrag des „Menschenrechtszentrums der Gedenkstätte Zuchthaus Cottbus e. V.“. Das Zentrum verfolgt in einer interaktiven Ausstellung das Ziel, einer demokratisch gesinnten Bevölkerung die politische Bildung für Freiheit, Menschenwürde und Schutz der Menschenrechte zu vermitteln.
Das Nassauer Land ist für den Autor zur neuen Heimat geworden. In seinem Buch Nassau-Diez um 1780 versucht er die Welt an Lahn und Aar vor allem historisch, aber auch zeitnahe kritisch zu betrachten.

## Schriften
- „Das historische Diez am Ufer der Lahn und Aar früher und heute“ – Neue Betrachtungen und Erkenntnisse zur Diezer Neustadt und die Problematik der „Innerstädtischen Verkehrsführung“. Diez/Lahn 1999
- Die Welt des MERKUR 3 – Erlebnisse und Betrachtungen eines Mediziners während und nach der Stasi-Zeit. R. G. Fischer Verlag, Frankfurt am Main 2015, ISBN 978-3-8301-1692-9; und Amazon KDP, 2019, ISBN 978-1-70652-497-7 (2. erweiterte Auflage)
- Zwangsarbeit im Zuchthaus Cottbus – Homo res sacra hominis. Schrift des Dokumentationszentrums Menschenrechtszentrum Cottbus e. V., Nürnberg 2016
- Einrücken zur Arbeit! (Haft und Zwang). Amazon KDP, 2019, ISBN 978-1-79464-892-0
- Nassau-Diez um 1780 – Studie rund um den Aar-Kanal. Amazon KDP, 2020, ISBN 979-8-6810-6127-4
- Orientierungslosigkeit und Wertewandel in Politik und Gesellschaft: Eine zeithistorische und philosophische Betrachtung. (mit Volker Haberkorn)  Amazon KDP, 2022, ISBN 979-8-5541-3530-9
- Zither-Reinhold: "Das sage ich dem Herrn Pastor", Straßenmusikant und Original aus Halle/Saale Amazon KDP, 2023. ISBN 979-8867205294

## Film
- Die Geschichte einer gescheiterten Flucht mitten in Deutschland, TV-Dokumentation, WDR von Holger Kulick (Redaktion Heribert Schwan)
- Gedenkstätte Menschenrechtszentrum Cottbus e. V., Zeitzeugen-Interview von Heiner Sylvester zum Thema Haftzwangsarbeit im Zuchthaus Cottbus